# Skierka holwayi
Skierka holwayi är en svampart som beskrevs av Arthur 1918. Skierka holwayi ingår i släktet Skierka och familjen Pileolariaceae.   Inga underarter finns listade i Catalogue of Life.